# Romániai magyar játékoskönyvek
Játékoskönyv – a szabadidőirodalom e csoportja a századfordulón önállósult az akkoriban divatos szerelmi levelezőkbe, illemtanokba épített fejezetekből, azzal a céllal, hogy a gyermekek vagy felnőttek körében "időtöltésül, szórakozásképp végzett eme szabad tevékenység" szabályait írásba foglalja, a szórakoztató vagy oktató-nevelő célú játékokat szélesebb körben elterjessze.
Az első mai értelemben vett romániai magyar játékoskönyvek, óvónőknek, tanítóknak, szülőknek ajánlva, az 1920-as évek végén jelentek meg. Eredeti anyagával úttörő köztük Kovács Lajos Gyermekjátékok c. munkája (Déva, 1927), amelyet – alcímének tanúsága szerint – "tanítók, tanítónők, óvónők, tanítójelöltek és szülők részére" írt. Nem sokkal későbbi Imre Lajos kötete, Az ifjúság játékos könyve (Kolozsvár, 1929), amelyben 75 játékleírást találunk, az iskoláskorú ifjúság igényeinek megfelelően válogatva. A név nélkül kiadott Ma-Yong, régi kínai játék (Szilágysomlyó, 1925) a felnőtteket ismerteti meg az 1920-as évek e világszerte divatos játékának szabályaival és "elszámolásával". Az 1930-as évek elején két bridzskönyv is napvilágot látott, Szömörkényi Rezsőé (Bridzskönyv. Arad, 1934) és a Fleischer Endréé (A modern kontrakt bridzs kézikönyve (Nagyvárad, 1932). A két világháború közötti időszak többi játékoskönyve jobbára sportjátékokat népszerűsít (sportkönyvek).
Az 1940-es évek második felében az első játékoskönyvet tanítók, tanárok szükségleteinek kielégítésére a Közoktatásügyi Minisztérium Testnevelési Ügyosztálya adta ki (Játékoskönyv. Kolozsvár, 1949). Ezt követte a Didaktikai játékok (1953), már az Állami Pedagógiai és Didaktikai Könyvkiadó gondozásában, szintén a szerzők nevének feltüntetése nélkül. Sz. M. Sityik Mozgásos játékok (1954) c. könyvét fordításban a Testnevelési és Sportkiadó, Sóvágó Margit és Martonossy László sporttanárok Pionírjátékok (1960) c. kötetét pedig az Ifjúsági Könyvkiadó jelentette meg. Ez utóbbi ugyan elsősorban a pionírvezetők számára készült, de a hasznos időtöltést kereső magányos gyermek vagy kis csoport is talált benne szórakoztató játékot. Tíz évvel később a Hargita megyei KISZ-bizottság kiadásában jelent meg kétnyelvű (Mirk László–Sprecz Ferenc: Culegere de jocuri distractive şi hazlii – Szórakoztató játékok gyűjteménye. Csíkszereda, 1970), majd újabb tíz év múlva a szerzők egyike jelentette meg önálló kötetét (Mirk László: Szórakoztató játékok. Kolozsvár, 1980), immár nemcsak a szervezett és iskolai, hanem a spontán kisközösségi igényekre is gondolva. Ezen a téren azonban újat hozni nem könnyű, különösen hogy közben romániai kiadásban is hozzáférhetővé vált az eddig legigényesebb, fiataloknak készült magyar játékoskönyv, Vargha Balázs Játékkoktél (1972) c. munkája.
A játékoskönyvek másik vonalát, amelyet az említett Didaktikai játékok c. könyv nyitott meg, Hamburg Péter könyve (Matematikai játékok. 1958) vitte tovább. Ugyanebbe a vonulatba illeszkedik be Berger György Fejtörő játékok, játékos fejtörők (Kolozsvár, 1975) c. kötete is, amely matematikai fejtörőket, matematikai sakkrejtvényeket, dobókocka-rejtvényeket tartalmaz, valamint Szabó Kálmán munkája, a Játékos nyelvtan, játékos helyesírás (1978), mely kifejezetten iskolai igényeket elégít ki.
Az óvodáskorú gyermekekkel való foglalkozásban nyújt segítséget Péterfy Emília, Selmeczi Marcella és Maxim Éva Vers, ének, játék, mese az óvodában (1972) c., több kiadást is megért gyűjteménye; a benne található játékok jórészt gyermekközösségekben játszhatók igazán. László-Bakk Anikó Egyedem-begyedem (1981) címmel állított össze mondókákat, énekes gyermekjátékokat; ez a kötet már a szülők számára is segítség gyermekeik nevelésében.